# Ruleta rusa (álbum)
Ruleta rusa es el tercer álbum en solitario del cantautor español Joaquín Sabina, editado en 1984, tras su colaboración con Javier Krahe y Alberto Pérez en el álbum La Mandrágora. Es el primer disco en el que Joaquín Sabina deriva hacia sonidos roqueros, incluyendo ya en algunas canciones la colaboración de la banda de rock Viceversa. Para los temas más lentos colaboraría con el grupo de folk Suburbano.
A partir de la segunda edición,"Viejo blues de la soledad" sería sustituido por "Telespañolito" que pasaría a ocupar la segunda pista del álbum. También se cambió el orden de las pistas respecto a la primera edición.

## Primera edición
| N.º | Título                      | Letras                          | Duración |  |
| 1.  | «Ocupen su localidad»       | Joaquín Sabina                  | 3:24     |  |
| 2.  | «Juana la Loca»             | Joaquín Sabina, Javier Krahe    | 5:35     |  |
| 3.  | «Caballo de cartón»         | Joaquín Sabina                  | 4:15     |  |
| 4.  | «Guerra mundial»            | Manolo Tena                     | 3:51     |  |
| 5.  | «Viejo blues de la soledad» | Joaquín Sabina                  | 5:25     |  |
| 6.  | «Eh, Sabina»                | Joaquín Sabina                  | 3:40     |  |
| 7.  | «Negra noche»               | Joaquín Sabina, Hilario Camacho | 4:39     |  |
| 8.  | «Ring, ring, ring»          | Joaquín Sabina                  | 4:07     |  |
| 9.  | «Por el túnel»              | Joaquín Sabina                  | 5:09     |  |
| 10. | «Pisa el acelerador»        | Joaquín Sabina                  | 3:39     |  |

### Sucesivas ediciones
| N.º | Título                | Letras                          | Duración |  |
| 1.  | «Ocupen su localidad» | Joaquín Sabina                  | 3:24     |  |
| 2.  | «Telespañolito»       | Joaquín Sabina                  | 5:47     |  |
| 3.  | «Caballo de cartón»   | Joaquín Sabina                  | 4:15     |  |
| 4.  | «Guerra mundial»      | Manolo Tena                     | 3:51     |  |
| 5.  | «Negra noche»         | Joaquín Sabina, Hilario Camacho | 4:39     |  |
| 6.  | «Eh, Sabina»          | Joaquín Sabina                  | 3:40     |  |
| 7.  | «Juana la Loca»       | Joaquín Sabina, Javier Krahe    | 5:35     |  |
| 8.  | «Ring, ring, ring»    | Joaquín Sabina                  | 4:07     |  |
| 9.  | «Pisa el acelerador»  | Joaquín Sabina                  | 3:39     |  |
| 10. | «Por el túnel»        | Joaquín Sabina                  | 5:09     |  |